# Maya Hawke

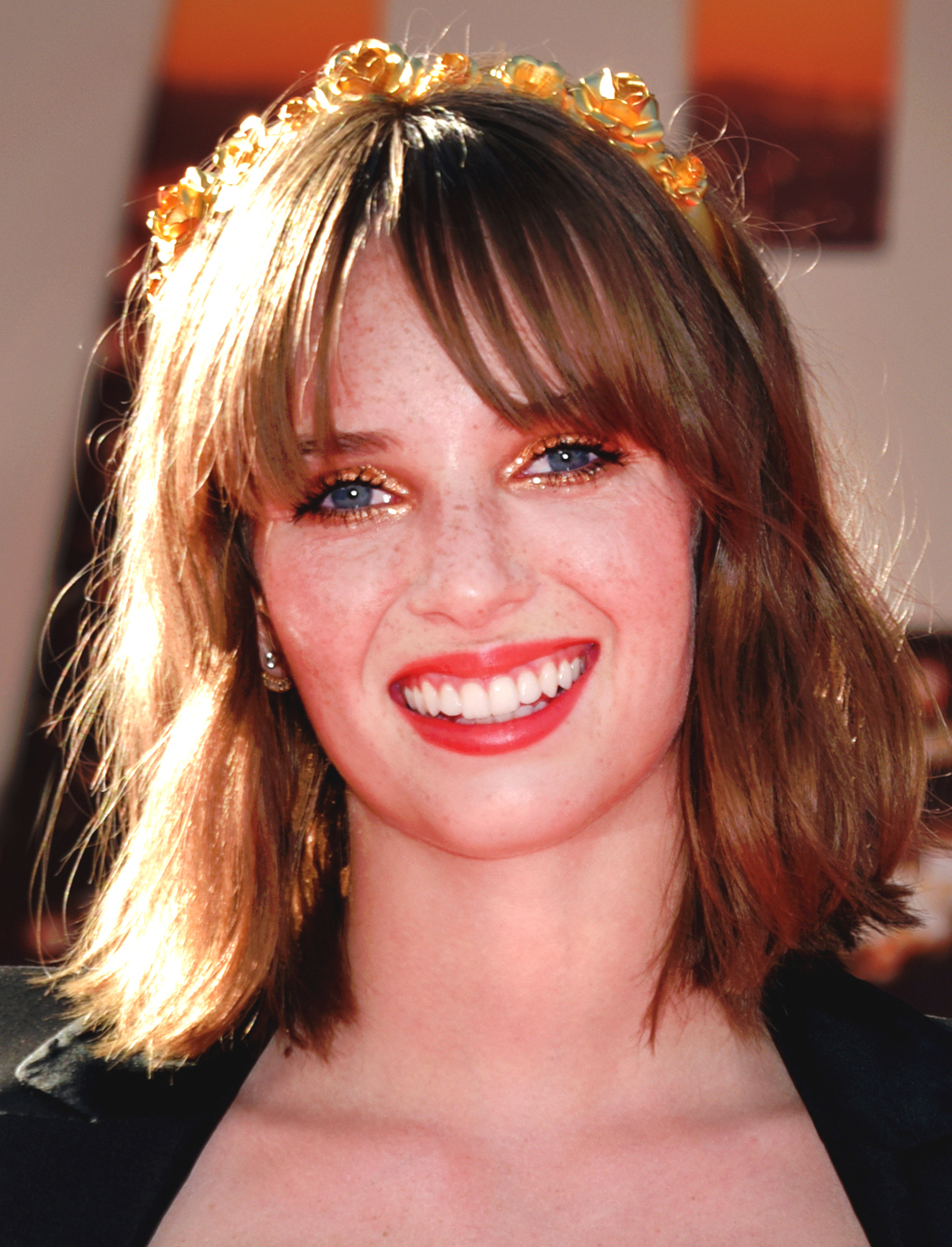
Maya Hawke (2019)

Maya Hawke (* 8. Juli 1998 in New York; auch Maya Ray Thurman-Hawke oder Maya Thurman Hawke) ist eine US-amerikanische Schauspielerin sowie Model und Sängerin.

## Leben
Maya Hawke wurde als Tochter des Schauspielerehepaares Uma Thurman und Ethan Hawke geboren. Die beiden hatten sich 1997 am Set von Gattaca kennengelernt und im Mai 1998 geheiratet. 2002 wurde Mayas Bruder geboren, im Juli 2004 wurde die Ehe geschieden.
Als Model war Maya Hawke unter anderem für den britischen Modehändler All Saints tätig und drehte für Calvin Klein mit Sofia Coppola, Fotos erschienen beispielsweise in der Modezeitschrift Vogue.

### Film und Fernsehen
Maya Hawke begann eine Ausbildung an der Juilliard School, die sie nach einem Jahr zugunsten von Dreharbeiten der BBC-Adaption von Little Women abbrach. In dieser Mini-Serie spielte sie die Rolle der Jo March. Kathryn Newton, Willa Fitzgerald und Annes Elwy verkörperten ihre Filmschwestern Amy, Meg und Beth.
In dem von dem Roman Herr der Fliegen inspirierten Thriller Ladyworld von Amanda Kramer (2018) war sie als Romy an der Seite von Ariela Barer und Ryan Simpkins zu sehen. 2019 verkörperte sie in dem beim 72. Filmfestival von Cannes uraufgeführten Krimidrama Once Upon a Time in Hollywood von Quentin Tarantino die Rolle der Linda Kasabian. Seit der dritten Staffel der Netflix-Serie Stranger Things spielt Maya Hawke die Rolle der Robin Buckley. Unter der Regie von Gia Coppola drehte sie 2019 mit Andrew Garfield, Nat Wolff und Jason Schwartzman den Spielfilm Mainstream. In einem Kurzfilm von Aïda Ruilova verkörpert sie die Kult- und Skandalautorin Kathy Acker. Für den Film Human Capital stand sie 2018/19 mit Liev Schreiber und Marisa Tomei vor der Kamera.
Im Oktober 2020 wurde bekannt, dass sie unter der Regie von Andrew Stanton zusammen mit ihrem Vater für die romantische Coming-of-Age-Komödie Revolver vor der Kamera stehen soll, in der sie die Hauptrolle übernehmen soll.
In der schwarze Komödie The Kill Room (2023, Nicol Paone) wurde sie erstmals an der Seite ihrer Mutter besetzt. 2021 drehte sie für Netflix die schwarze Komödie Do Revenge von Jennifer Kaytin Robinson, in der sie an der Seite von Camila Mendes als High-School-Schülerin Eleanor vor der Kamera stand.
Unter der Regie ihres Vaters übernahm sie Anfang 2023 im Biopic Wildcat über die Schriftstellerin Flannery O’Connor die Hauptrolle. In der Filmbiografie Maestro über Leonard Bernstein von und mit Bradley Cooper in der Titelrolle verkörperte sie dessen Filmtochter Jamie.
In den deutschsprachigen Fassungen wurde sie unter anderem von Franciska Friede (Stranger Things, Die süße Gier, Do Revenge, Marvel’s Moon Girl and Devil Dinosaur, The Kill Room), Ronja Peters (Fear Street Teil 1: 1994), Amelie Plaas-Link (Mainstream), Lena Schmidtke (Once Upon a Time in Hollywood) sowie von Patrizia Carlucci (The Good Lord Bird) synchronisiert.

### Musik
Im August 2019 veröffentlichte sie die Lieder To Love a Boy und Stay Open, zu denen sie auch die Texte verfasste. Im April 2020 veröffentlichte sie die Single Coverage, das Video dazu nahm sie zusammen mit ihren Geschwistern auf, als Regisseur und Kameramann fungierte ihr Vater. Ebenfalls 2020 erschien ihr Debüt-Album Blush.
Im Juli 2022 veröffentlichte sie das Musikvideo zur Single Thérèse aus dem zweiten Album Moss, im August 2022 folgte das Video zum Lied Sweet Tooth. Anfang 2024 erschien die Single Missing Out aus dem dritten Album Chaos Angel. Das Album wurde Ende Mai 2024 beim US-Indie-Label Mom+Pop veröffentlicht.

### Sonstiges
2024 veröffentlichte die Hamburger Band Shitney Beers die Single Maya Hawke aus ihrem dritten Album Amity Island.

## Filmografie (Auswahl)

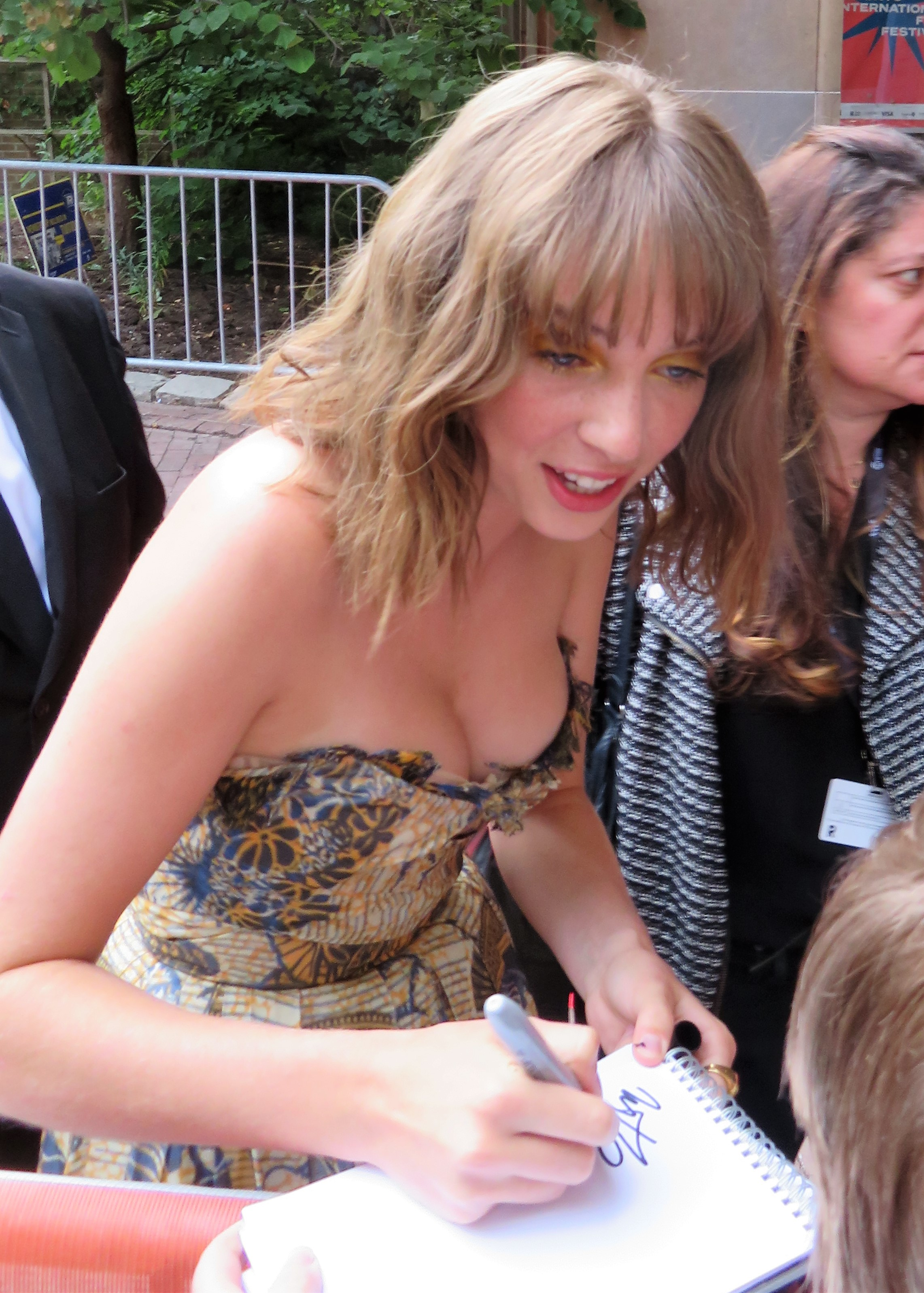
Maya Hawke bei der Premiere von Human Capital (2019)

- 2017: Little Women (Fernsehserie, 3 Folgen)
- 2018: Ladyworld
- 2019: As They Slept (Kurzfilm)
- 2019: Once Upon a Time in Hollywood
- seit 2019: Stranger Things (Fernsehserie)
- 2019: Human Capital
- 2020: Mainstream
- 2020: The Good Lord Bird (Fernsehserie, Folge 1x05 Hiving the Bees)
- 2021: Fear Street – Teil 1: 1994 (Fear Street Part One: 1994)
- 2021: Rebel Robin – Surviving Hawkins (Miniserie, 6 Folgen)
- 2021: Italian Studies
- 2022: Do Revenge
- 2022: Bay of Cadiz (Kurzfilm)
- 2023: Asteroid City
- seit 2023: Marvel’s Moon Girl and Devil Dinosaur (Stimme von Casey)
- 2023: Maestro
- 2023: Wildcat (auch Executive Producer)
- 2023: The Kill Room
- 2024: Alles steht Kopf 2 (Inside Out 2, Stimme)

## Diskografie (Auswahl)

### Alben
- Blush (2020)
- Moss (2022)
- Chaos Angel (2024)

### EPs
- Clipped Wings (2024)

### Singles
- To Love a Boy/Stay Open (2019)
- Coverage (2020)
- Blue Hippo (2021)
- Thérèse (2022)
- Luna Moth (2022)
- Missing Out (2024)

## Auszeichnungen und Nominierungen
Saturn-Award-Verleihung 2019
- Auszeichnung in der Kategorie Best Supporting Actress in Streaming Presentation für Stranger Things[27]

MTV Movie & TV Awards 2023
- Nominierung als Bestes Schauspielduo gemeinsam mit Camila Mendes für Do Revenge[28]

Nickelodeon Kids’ Choice Awards 2025
- Nominierung als Lieblings-Synchronsprecherin (weiblich) für Alles steht Kopf 2